# 长角坝镇
长角坝镇，是中华人民共和国陕西省汉中市佛坪县下辖的一个乡镇级行政单位。镇内有一个国家4A级旅游景区。

## 经济
2011年，长角坝镇财政总收入273万元人民币

## 行政区划
长角坝镇下辖以下地区：
两河口村、教场坝村、沙坝村、下沙窝村、上沙窝村、小南坪村、龙草坪村、东河村和田坝村。